# Social Venture Network
Social Venture Network (SVN, «Социальная венчурная сеть») — американская некоммерческая организация, члены которой стремятся создать стабильное общество устойчивого развития, социальные инновации и значительное социальное воздействие. Основана в 1987 году Джошуа Мейлманом и Уэйном Силби, штаб-квартира расположена в Сан-Франциско. Social Venture Network охватывает сотни социально ответственных бизнес-лидеров, частных компаний, социальных предприятий, социальных инвесторов и некоммерческих организаций. SVN регулярно проводит конференции и встречи, на которых участники делятся опытом и вырабатывают стратегию работы на будущее, награждает победителей в различных номинациях, издаёт книги.
Social Venture Network являлся примером и вдохновителем для нескольких других успешных организаций в сфере деловой этики и корпоративной социальной ответственности, включая B Lab, Investors' Circle, Net Impact, Business Alliance for Local Living Economies, Social Enterprise Alliance, Business for Social Responsibility и Pinchot University. В 1996 году Гэри Хиршберг, президент пищевой компании Stonyfield Farm, основал Социальный венчурный институт, который дважды в год проводит форумы для бизнесменов и членов некоммерческих организаций. 
В 2004 году Social Venture Network начал сотрудничество с издательством Berrett-Koehler Publishers (Сан-Франциско) с целью создать книжную серию SVN. Книги из этой серии написаны членами SVN как практические справочники по запуску и развитию социального бизнеса, они издаются в мягкой обложке, а также в формате PDF и для чтения с помощью электронных книг. 
С 2007 года Social Venture Network в рамках своего Bridge Project начала присуждать престижные премии за инновационную деятельность и обеспечивать стипендиями молодых социальных предпринимателей, чтоб помочь им оценить и расширить своё социальное воздействие. Лауреатами премий в своё время были такие предприятия и организации, как KOMAZA, Design that Matters, TerraCycle, Back to the Roots, Revolution Foods, World of Good, Root Capital, Green for All (некоторых победителей после чествования от Social Venture Network также награждали Echoing Green, The Hitachi Foundation и White House Champions of Change, они попадали в ежегодный рейтинг Forbes Impact 30).
В 2011 году Social Venture Network начала сотрудничество с институтом Эсален в области проведения серии семинаров и тренингов для социальных предпринимателей и инвесторов. Штаб-квартира Social Venture Network сертифицирована как «зелёный офис». Организация издаёт методички для включения компаний в разряд B Corporation, а также популярный справочник-гид Sustainable Shopping Guide. 